# Courttia Newland
Courttia Newland (* 25. August 1973 in London) ist ein britischer Rapper, Musikproduzent und Roman- und Drehbuchautor jamaikanischer und barbadischer Abstammung.

## Leben
Courttia Newland wurde 1973 im Londoner Stadtteil Hammersmith geboren. Sein Vater ist Jamaikaner, seine Mutter stammt aus Barbados. Mit ihr zog er für kurze Zeit in den überwiegend weiß geprägten Londoner Vorort Uxbridge, bevor sie nach Shepherds Bush zurückkehrten. Hier verbrachte Newland seine Teenagerzeit. Ein Großteil seines Schreibens ist von seinem Leben in London inspiriert. Um die Bedeutung schwarzer Autoren zu verdeutlichen, die in dieser Zeit in Großbritannien wirkten, nennt Newland den Briten Victor Headley und dessen Buch Yardie, das veröffentlicht wurde, als er ungefähr 19 Jahre alt war. Zwar seien die Menschen verrückt nach diesem Buch gewesen und es habe bewiesen, dass sich auch schwarze britische Literatur verkaufen lässt, doch Headleys Darstellung Großbritanniens, insbesondere Londons, sei nicht zutreffend gewesen, besonders nicht bei der Schilderung der Lebenswelt schwarzer Jugendlicher im Land, da diese sich falsch verhielten und auch falsch sprachen, was zeige, dass das Buch von einem älteren Mann geschrieben wurde. Newland wollte bei seiner Arbeit die Sichtweise des Insiders einbringen und zeigen wie es war, als 17-Jähriger in Shepherds Bush und Ladbroke Grove aufzuwachsen.
Während seiner Aufenthalte in den USA besuchte er die Georgetown University und die private afroamerikanische Howard University in Washington und fing dort an, Geschichten über schwarze Briten der Arbeiterklasse zu lesen. Er habe sich nach eigenen Aussagen immer afrokaribisch gefühlt, in England auch als westindisch bezeichnet, bis er Barbados besuchte, wo ihn alle als einen englischen Jungen bezeichneten.
Nachdem er zunächst im Musikbereich tätig gewesen war, veröffentlichte Newland 1997 bei Abacus seinen ersten Roman The Scholar. Seitdem hat er weitere Romane geschrieben, an mehreren Anthologien mitgewirkt und zwei eigene Kurzgeschichtensammlungen veröffentlicht. Sein zweiter Roman Society Within aus dem Jahr 1999 spielt wie auch The Scholar auf demselben fiktiven Greenside Estate in West-London und beschäftigt sich ebenfalls mit der schwarzen Underground-Kultur und Musik, aber auch mit kriminellen Vorgängen, diesmal jedoch aus der Perspektive zweier weiblicher Figuren, Elisha und Valerie. In Snakeskin aus dem Jahr 2002 siedelte er seinen Protagonisten Ervine James, einen Privatdetektiv, in dieser Umgebung an. Dieser taucht auch in The Dying Wish aus dem Jahr 2006 wieder auf. Im Jahr 2007 wurde er bei den Dagger Awards mit dem Library Award der britischen Crime Writers’ Association (CWA) ausgezeichnet.
Gemeinsam mit dem britischen Regisseur Steve McQueen schrieb Newland die Drehbücher für Lovers Rock und Red, White and Blue, zwei von dessen Filmen in der Reihe Small Axe, die beide beim New York Film Festival ihre Premiere feierten und im November 2020 erstmals bei BBC One gezeigt wurden. Als Drehbuchautor ist Newland einer der von Screen bestimmten „Stars of Tomorrow“ des Jahres 2020.
Als Autoren, deren Arbeit er bewundert, nennt Newland unter anderem George Lamming, Samuel Selvon und Linton Kwesi Johnson. Unter den Dichtern sei dies Michael Smith, der in Jamaika lebte und schließlich zu Tode gesteinigt wurde. Musikalisch schätzt Newland Peter Tosh und viele Reggae-Künstler. Newland lebt noch immer in seiner Geburtsstadt London.

## Werke
- Courttia Newland: The Scholar: A West-Side Story. Abacus, 1997.[1] ISBN 9780349108445
  - dt.: Der Schüler. Eine West Side Story. Aus dem Engl. von Marion Sattler Charnitzky. Beltz und Gelberg, Weinheim 2001, ISBN 978-3-407-78864-1
- Courttia Newland: Society Within. Abacus, 1999. ISBN 9780349112244
- The Time Out Book of London Short Stories: Vol 2. ISBN 978-0140296235
- Courttia Newland und Kadija Sesay: IC3: The Penguin Book of New Black Writing in Britain. Penguin Books, 2001. ISBN 978-0140287332
- England Calling: 24 Stories for the 21st Century.
- Courttia Newland: Snakeskin. Time Warner Books UK, 2002.[2] ISBN 978-0349115092
- Courttia Newland: Music for the Off-Key: Twelve Macabre Short Stories. Sammlung von Kurzgeschichten, Peepal Tree Press, 2006.[3] ISBN 978-1845230401
- Courttia Newland: The Dying Wish. Abacus, 2006. ISBN 9780349119632
- Courttia Newland in Monique Roffey (Hrsg.): The Global Village. Peepal Tree Press, 2009. ISBN 978-1845230791
- Courttia Newland: A Book of Blues. Flambard Press, 2011. ISBN 978-1-9066-0122-5
- Courttia Newland: The Gospel According to Cane. Akashic Books, 2013. ISBN 978-1-61775-133-2
- Courttia Newland und Tania Hershman: Writing Short Stories. Bloomsbury Academic, 2014. ISBN 978-1-4081-3080-3

## Filmografie
- 2012: Gamma (Kurzfilm)
- 2020: Lovers Rock
- 2020: Red, White and Blue

## Auszeichnungen
Alfred Fagan Award
- 2010: Nominierung als Dramatiker[5]

Dagger Award
- 2007: Auszeichnung mit dem Library Award der britischen Crime Writers’ Association

Frank O’Connor Award
- 2011: Nominierung[5]